# Saâne-Saint-Just
Saâne-Saint-Just är en kommun i departementet Seine-Maritime i regionen Normandie i norra Frankrike. Kommunen ligger i kantonen Bacqueville-en-Caux som tillhör arrondissementet Dieppe. År 2022 hade Saâne-Saint-Just 137 invånare.

## Befolkningsutveckling
Antalet invånare i kommunen Saâne-Saint-Just
| Referens: INSEE |